# Le Beau Lac de Bâle
Pour les articles homonymes, voir BLB.
Le Beau Lac de Bâle (BLB) est un groupe suisse de rock humoristique et libertaire, originaire de Genève, en Suisse romande.

## Histoire
Formé en 1977 par une bande de copains lors du Festival de la Bâtie, le groupe devient rapidement célèbre par son style humoristique et musical, ainsi que par les nombreux concerts lors desquels les musiciens mettent en scène leurs morceaux. Le Beau Lac de Bâle s'inspire à ses débuts du groupe français Au Bonheur des dames et de son tube Oh les filles !.
Dans les années 1990, le groupe connaît une période faste avec notamment la sortie de deux CD qui reprennent leurs anciens titres et deux autres albums de nouveaux titres. Ils sont alors contactés pour développer le groupe à l'extérieur du canton de Genève, mais, pris par leurs vies familiales et professionnelles, les membres du groupe refusent ces propositions.
Pendant trente ans de carrière, le groupe s'est fréquemment produit à titre bénévole pour des associations ou des manifestations de quartier (par exemple en faveur du Groupe pour une Suisse sans armée (le 21 octobre 1989 à Berne), ou lors d'un rassemblement pour le Salvador le 26 mars 1988 à Carouge). En 2007, pour célébrer l'arrivée du tram à Lancy, la ville finance l'enregistrement d'un morceau baptisé La ligne du Tram 17, disponible en téléchargement libre sur Internet. Cette opération est un clin d'œil à la chanson Tram 12 blues, qui est le premier succès du groupe. 
En 2024, le groupe sort son album live Chansons de l'Escalade, enregistré le 3 décembre 2002 au Victoria Hall. Cette même année, ils participent notamment aux Bastions, et jouent en fin d'année à Genève.

## Style musical
La spécialité musicale du Beau Lac de Bâle est la reprise de grands classiques du blues et du rock sur lequel les musiciens proposent leurs propres textes, humoristiques et souvent absurdes.

## Membres

### Membres actuels
Les membres du groupe sont tous connus sous des pseudonymes :
- Claire Asile – claviers (en référence à une marque de lotion contre l'acné (Clearasil))
- P'tite Berthe – guitare
- Roberthy Benzo – basse, chant (en référence au chef d'orchestre et pianiste Roberto Benzi)
- John Cipolata – textes, guitare, chant (en référence à John Cipollina, guitariste de Quicksilver Messenger Service)
- Dietrich Freezer Disco – chant (en référence au baryton allemand Dietrich Fischer-Diskau)
- Patou d'Unkou – guitare, chant
- Rocky Raviolo – saxophone, harmonica (en référence à la marque de conserves Roco)

### Anciens membres
- Peter Beauganglion – batterie
- Larry Cotta – trompette
- Andy Vosges-en-Bon – trombone
- Jimmy Chose – chant
- Moskito – batterie
- Jenny Génétic – guitare

### Choristes
Cellulite Gras D'Ouble, Edith de Nantes, Spatule, Nelly Pliant, Emma Taume, Nicole O'Dent, Elizabeth Römertopf, Matahari Cola

### Anciennes choristes
Marguerite Pizza, Charlotte Von Gossau, Chantal Collaud, Mohna Lisa, Bibine de Ch'val, Lulu d'Albanberg, Irma Frodite

## Discographie

### Albums studio
- 1981 : Le Beau Lac de Bâle (ou Pop Star, 1er titre du recto) (Barclay)
- 1984 : Be Leu Beuleu!
- 1989 : Baignades strictement interdites + Deuxième service (titres de 1978 à 1981)
- 1989 : Fonds de tiroir et autres... (titres de 1987-1989) (Panne d'électricité - Trois fois pis j'cogne - Au chalet - Bourri-Bourri - Je te jette un sort - Ronnie Ravioli - Bolomey - Il pleut sur Rimini - Y a l'feu sous ma soutane - Reseda au borniol - Tchernobyl)
- 1991 : Petit pays, petits soucis
- 1991 : Phonorrhée du Diable + Be Leu Beuleu (titres de 1982 à 1984)
- 1995 : Tout ça pour des prunes
- 2004 : Basta !
- 2014 : 13 Nuances de blues
- 2018 : Live in Collonge-Bellerive
- 2024 : Chansons de l'Escalade